# ADO TV
ADO TV est une chaîne publique généraliste d'information de sport et jeunesse diffusée au Bénin,.

## Historique
Dans le cadre de l'attribution de nouvelles fréquences aux chaînes de télévisions et radios lancée par la haute autorité de l'audiovisuel et de la communication (HAAC), ADO TV et FM fit partie des 51 soumissionnaires dont les dossiers d'appel à candidature furent dépouillés le 31 janvier 2013. Aujourd'hui connue sous l'appellation ADO TV, elle existait en tant que Centre multimédia 3S-ADO sous le projet Santé et Services Sociaux des Adolescents au Bénin (3S-ADO). Le dispositif présentait un ensemble d'ordinateurs connectés internet, une radio et une télévision et essentiellement animés par des jeunes pour mieux sensibiliser la population à la santé sexuelle et la reproduction des adolescents et des jeunes,. Le 21 janvier 2020, le ministre de la jeunesse, des sports et loisirs Oswald Homeky reçoit le président de la HAAC, Rémi Prosper Moretti, pour discuter du projet de la mise en conformité de la chaîne. Actuellement, ADO TV est placée sous la tutelle du ministère béninois des sports et loisirs,.

## Siège
ADO TV / Fm précédemment situé à Kouhounou, plus précisément dans l'enceinte du stade de l'amitié Général Mathieu Kérékou a été transféré à St Jean carrefour Kossi (Vons à droite du feu Carrefour Kossi allant à l'ENEAM, Bâtiment avec façade noir orange)  d'où elle émet désormais ses émissions.

## Programmes

### Émissions
- La Grande Boucle (LGB)

- Tout Feu Tout Kiff (TFTK)
- C'est Dimanche
- Exclu Zik
- Allô Coach

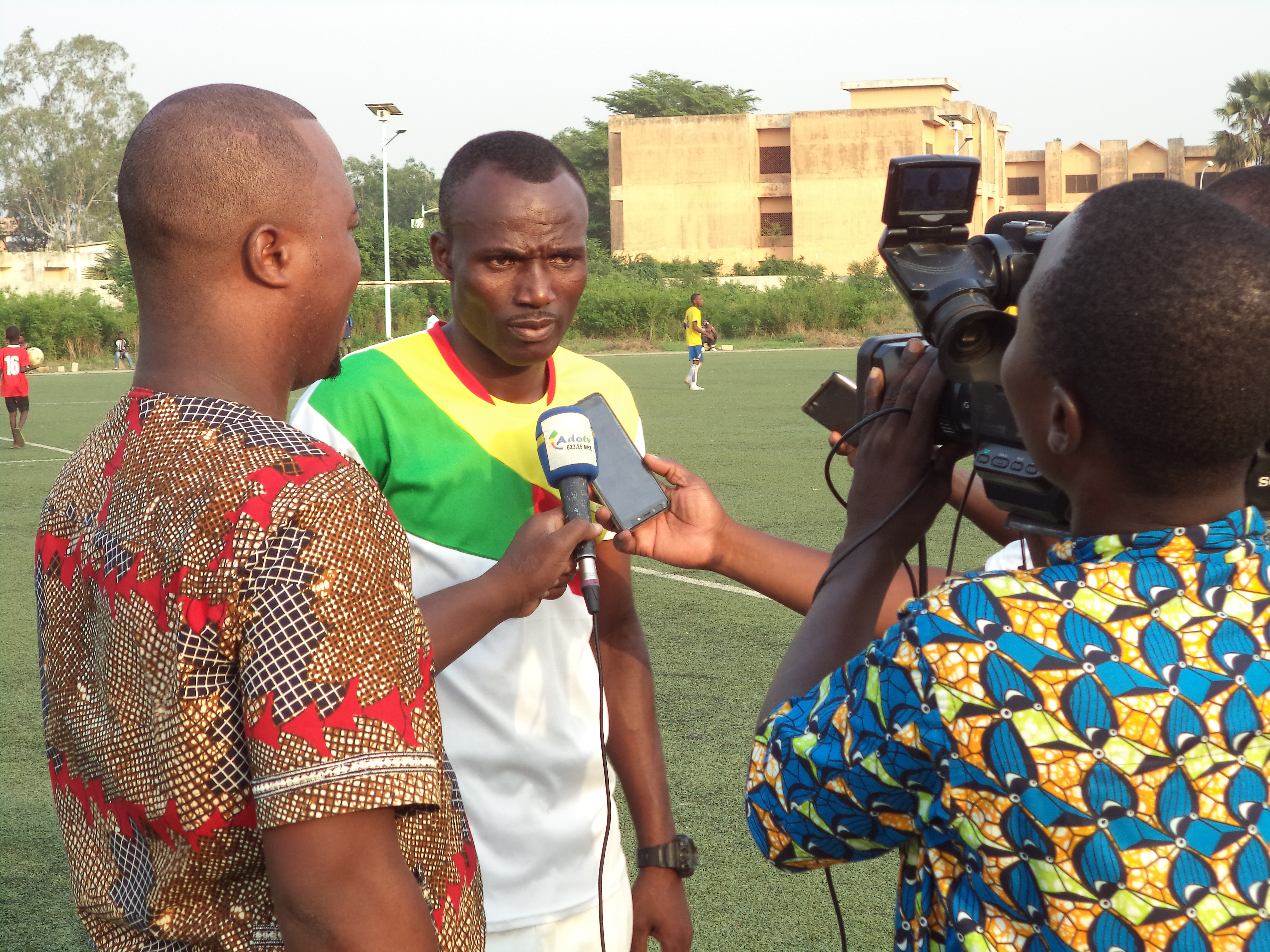
Interview après match du coach de l'UAC-FC par Ado TV.

- La Team du Mondial (Emission axées décryptage des matchs de la coupe du monde Qatar 2022)

- 100% Foot

- Télé Kitoko

- Femina

- 8-10

- 90minutes sport

- Alisa Honmè

- Lonyidji Fonkan
- Arène 229
- Balade tropicale
- La Lucarne

### Télé-réalité
1. Télé-Intervilles

Ce programme est une production audiovisuelle de divertissement destinée au public aussi national qu'international dont la première saison fut accueilli par les villes de Cotonou, Bohicon, Parakou et Lokossa.

## Diffusion
La chaîne fournit une gamme et variée d’émission essentiellement dédiées à l'éducation et à la sensibilisation des jeunes. 
Troisième chaîne de télévision publique béninoise, elle émet sur la fréquence analogique de 623.25MHz VHF PAL; Numéro 3 sur la TNT et sur son site internet.